# Ремер, Марко
Ма́рко Ре́мер (нем. Marko Rehmer; родился 29 апреля 1972 года) — немецкий футболист, играл на позиции защитника.

## Карьера
Начинал как игрок берлинского «Униона», в составе которого был основным игроком и провёл 7 лет. После двух сезонов в «Ганзе» покорил главную команду его родного города — «Герту». Был основным игроком бело-синих, провёл 6 сезонов, сыграл 107 игр и забил 6 мячей. Переходил в «Герту» как подающий надежды игрок сборной, и только в составе берлинцев стал основой «немецкой машины». Закончил карьеру в 2007 году во франкфуртском «Айнтрахте».

## Достижения
- Герта
  - Обладатель Кубка Немецкой Лиги: 2001, 2002
- Айнтрахт Франкфурт
  - Финалист Кубка Германии: 2006